# 11月24日 (旧暦)
旧暦11月24日は旧暦11月の24日目である。六曜は仏滅である。

## できごと
- 寛徳元年（ユリウス暦1044年12月16日） - 長久より寛徳に改元

## 誕生日
- 寛政8年（グレゴリオ暦1796年12月22日） - 鳥居耀蔵、幕臣（+ 1873年）
- 明治元年（グレゴリオ暦1869年1月6日） - 高野房太郎、労働運動家（+ 1904年）

## 忌日
- 文禄元年（グレゴリオ暦1592年12月27日） - 顕如、浄土真宗の僧・織田信長に対し挙兵（* 1543年）